# La Figuera
La Figuera – gmina w Hiszpanii, w prowincji Tarragona, w Katalonii, o powierzchni 18,67 km². W 2011 roku gmina liczyła 128 mieszkańców.